# Antony Hewish
Antony Hewish, FRS, angleški astrofizik in astronom, * 11. maj 1924, Fowey, grofija Cornwall, Anglija, † 13. september 2021

## Življenje in delo
Hewish je študiral na Univerzi v Cambridgeu. Raziskoval je v radijski astronomiji. Leta 1967 je z asistentko Jocelyn Bell Burnellovo in Martinom Ryleom odkril pulzarje. Z Ryleom je leta 1974 prejel Nobelovo nagrado za fiziko »za pionirsko raziskavo v radijski astrofiziki in za odločilno vlogo pri odkritju pulzarjev.«
Daljnogled, ogromno polje z 2048 žičnatimi antenami na podstavkih, je bil zgrajen za preučevanje hitro utripajočih izvorov. Po naključju so z njim odkrili utripanje nevtronske zvezde.